# Mitologia asteca
Os astecas ou mexicas foram um povo que habitaram o centro-sul do México atual. Provinham de Aztlan. Sua mitologia era rica em deuses e criaturas sobrenaturais. Assim como os romanos, os astecas incorporavam à sua religião divindades dos povos que conquistavam. O povo asteca era politeísta, isto é, acreditavam em mais de um deus, e algumas divindades eram elementos naturais como a água, a terra, o fogo, o vento e a lua. As divindades também eram atribuídas a coisas que lhes causavam medo.
Os astecas acreditavam que, antes do presente, existiam outros mundos formados por quatro sóis, cada um com um tipo 
- Gigantes, que foram mortos por jaguares enviados por Tezcatlipoca;
- Humanos que foram assomados por um grande vento feito por Quetzalcóatl, e então eles precisaram agarrar-se a árvores, transformando-se em macacos;
- Humanos que viraram pássaros para não morrerem na chuva de fogo enviada por Tlaloc;
- Humanos que viraram peixe para não morrerem no dilúvio causado pela deusa Chalchiuhtlicue;
- e os humanos atuais, predestinados a sumir pela destruição empreendida por Deus do sol pelos terremotos.

## Criação
No quinto sol, tudo era negro e morto. Os deuses se reuniram em Teotihuacán para discutir a quem caberia a missão de criar o mundo, tarefa que exigia que um deles teria que se jogar dentro de uma fogueira. O selecionado para esse sacrifício foi Tecuciztecatl. No momento fatídico, Tecuciztecatl retrocede ante o fogo; mas o segundo, um pequeno Deus, humilde e pobre (usado como metáfora do povo asteca sobre suas origens), Nanahuatzin, se lança sem vacilar à fogueira, convertendo-se no Sol. Ao ver isto, o primeiro Deus, sentindo coragem, decide jogar-se transformando-se na Lua. Ainda assim, os dois astros continuam inertes e é indispensável alimentá-los para que se movam. Então outros deuses decidiram sacrificar-se e dar a "água preciosa", necessária para criar o sangue. Por isso que os homens são obrigados a recriar eternamente o sacrifício divino original.
Eles acreditavam que a sua missão era manter o sol vivo até o fim dos tempos, e praticavam o sacrifício para repetir o sacrifício que o Deus tinha feito por eles. Eles eram geralmente praticados com prisioneiros de guerras. Para eles era uma honra dar a vida por um deus. Os astecas, assim como outras civilizações da Mesoamérica, capturavam pessoas de tribos, aldeias ou até mesmo de civilizações inimigas para o sacrifício. Geralmente, eles chegavam às aldeias, cidades ou tribos no meio da noite ou durante o amanhecer para atacar. Eles, primeiramente, entram em silêncio, matam os animais, entram na cabana do chefe e em seguida o matam. Depois de matar o chefe inimigo eles atacam os que estão dormindo ou distraídos. Os que resistiram levavam golpes na cabeça para ficar inconscientes. Em seguida, capturavam outras pessoas. Por último, vendiam as mulheres, os homens fracos e as crianças para nobres e só os com saúde e fortes iriam para sacrifício.

## Panteão

### Lista de deuses e devoções

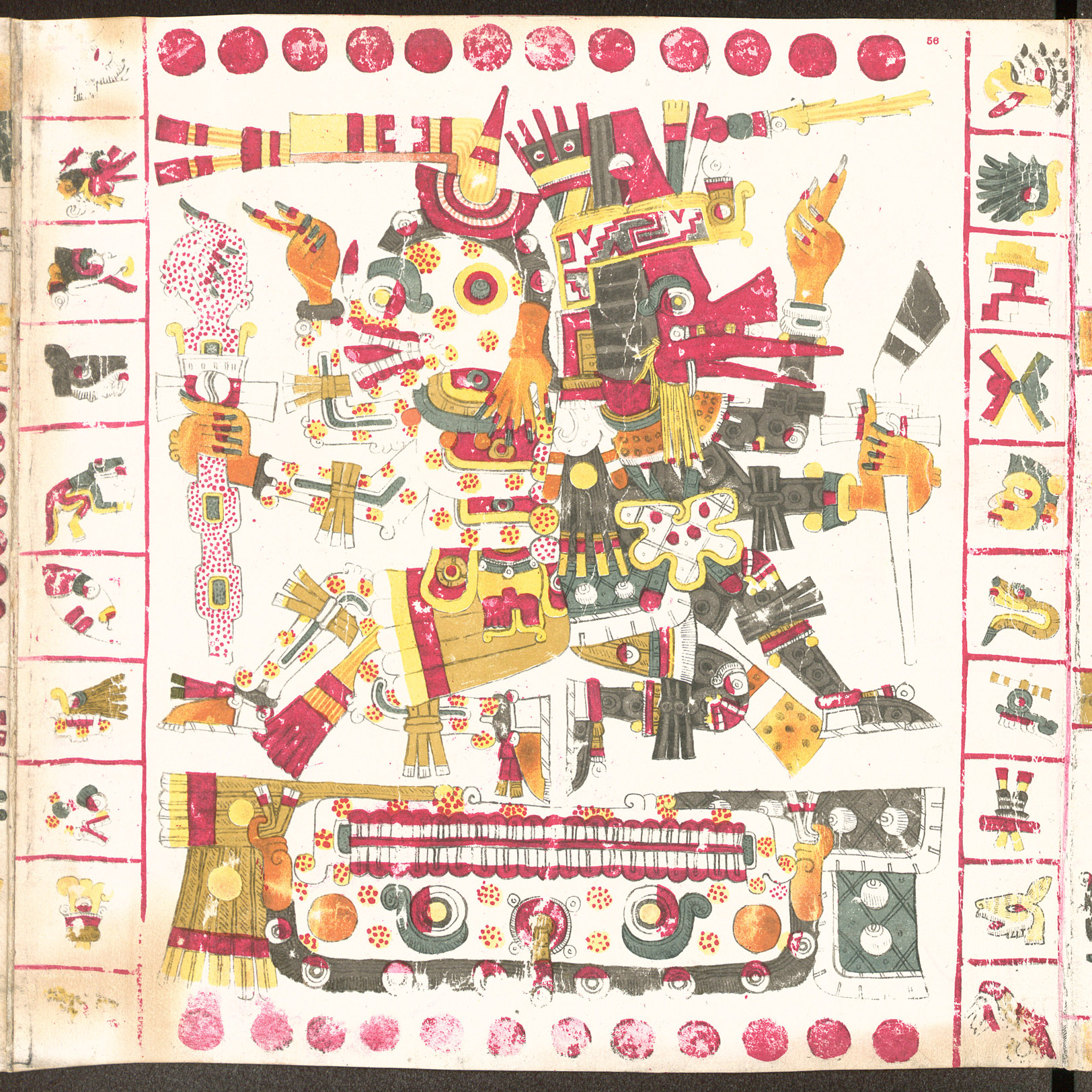
Mictlantecuhtli e Quetzalcoatl, deuses simbolizam a vida e a morte

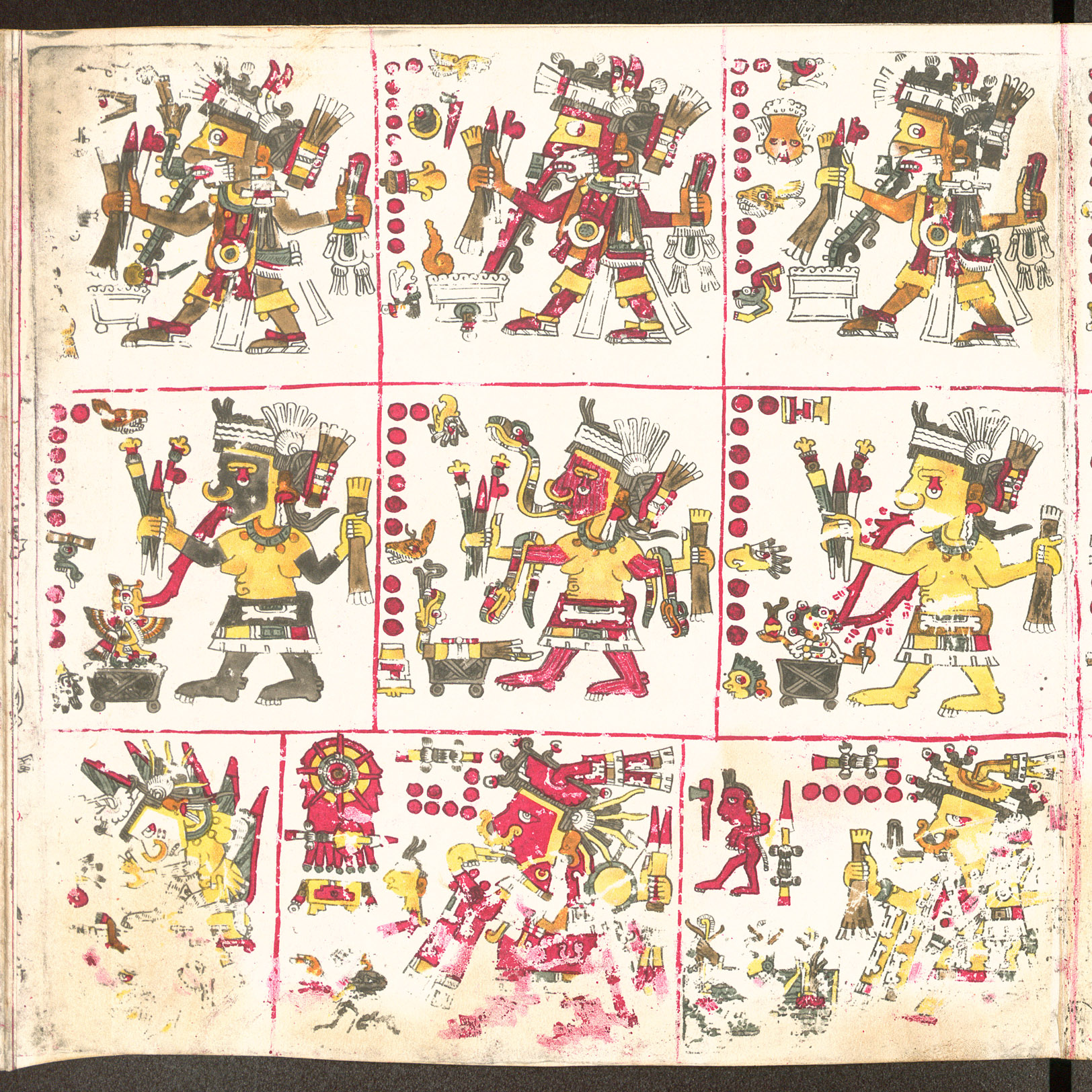
(1) Tonalleque, (2) Cihuateteo; Espíritos femininos e masculinos encarnados.

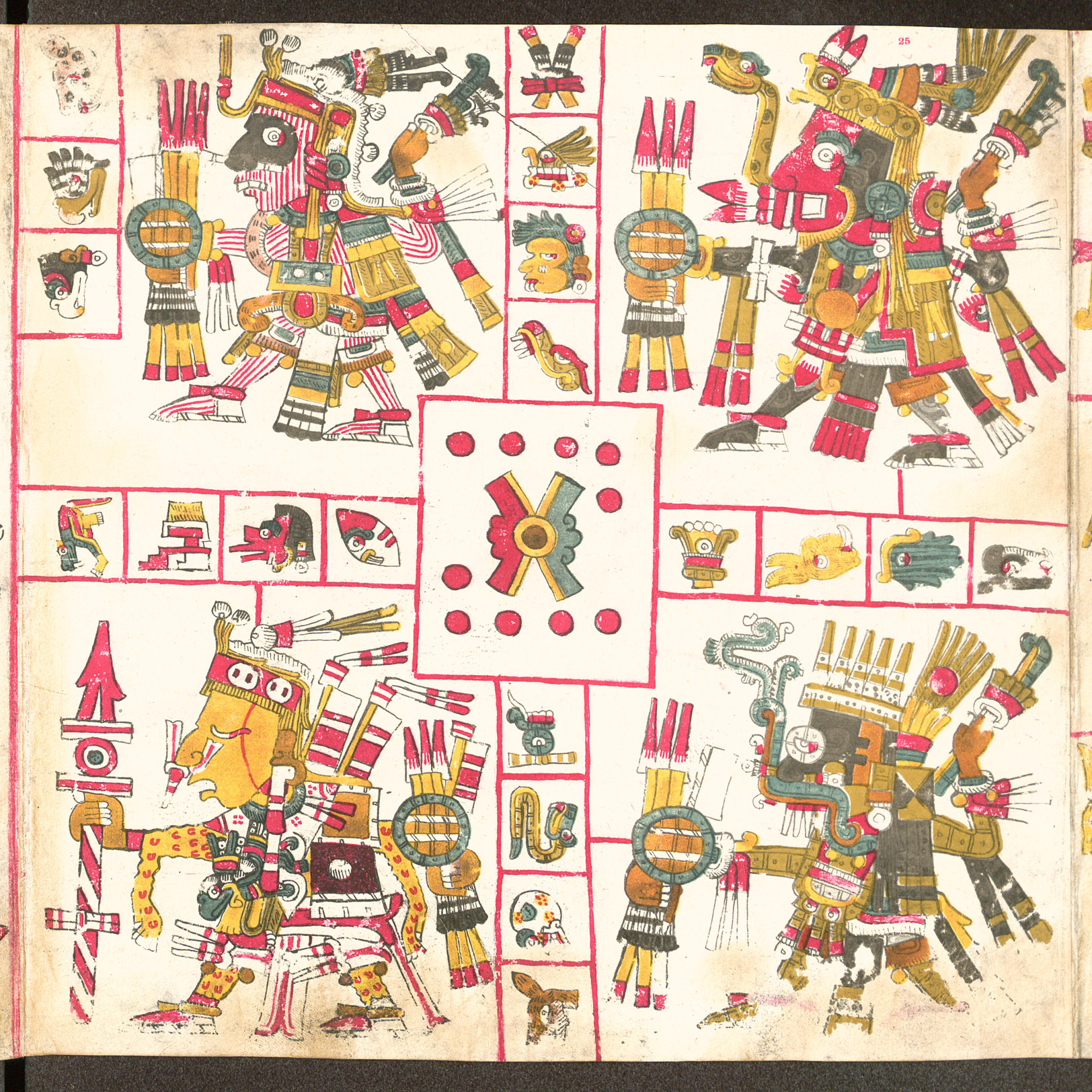
Padrões da Guerra; (1a) Tlaloc, (1b) Xiuhtecuhtli, (2a) Mixcoatl, (2b) Xipe-Totec.

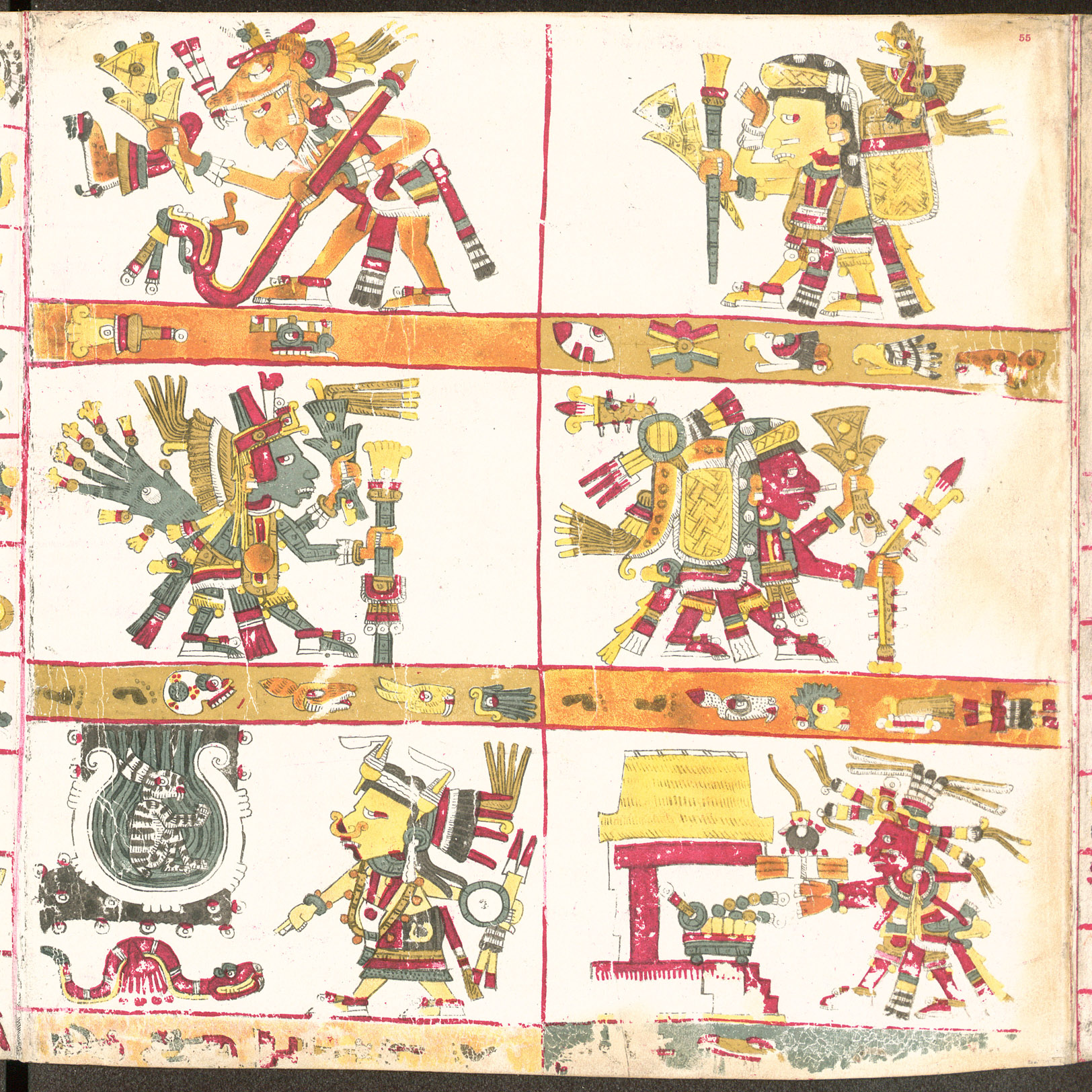
Padrões dos Mercaderes; (1a) Huehuecoyotl, (1b) Zacatzontli, (2a) Yacatecuhtli, (2b) Tlacotzontli, (3a) Tlazolteotl, (3b) Tonatiuh

Era comum a representação de deuses através de templos e obras gigantescas. Eles acreditavam que quanto maior a obra ou o templo maior era a adoração que esse Deus considerava. Para representar os deuses também eram criadas máscaras e objetos de cerâmica.
Todo o conhecimento religioso era registrado em livros chamados códices, uma espécie de bíblia asteca. Os códices também continham imagens que representavam os deuses.
- Acolnahuacatl, ver Mictlantecuhtli.
- Atl, ver Chalchiuhtlicue.
- Ahuiateteo, deuses os excessos.
  - Macuilcozcacuauhtli, deus os excessos.
  - Macuilcuetzpalin, deus os excessos.
  - Macuilmalinalli, deus os excessos.
  - Macuiltochtli, deus os excessos.
  - Macuilxochitl, deus os excessos.
- Amimitl, ver Opochtli.
- Amoxoaque, espíritos das árvores.
- Atlacoya, deusa da seca.
- Acuecueyotl, ver Chalchiuhtlicue.
- Acuecucyoticihuati, ver Chalchiuhtlicue.
- Ahuic, ver Chalchiuhtlicue.
- Apozonalotl, ver Chalchiuhtlicue.
- Atlacamani, ver Chalchiuhtlicue.
- Atlatotnan, ver Coatlicue.
- Ayauh, ver Chalchiuhtlicue.
- Ayauhteotl, ver Chalchiuhtlicue.
- Camaxtli, ver Xipe-Totec.
- Camaxtle, ver Xipe-Totec.
- Centzonmimixcoa, 400 deuses das estrelas do Norte.
  - Quauitlicac, deus das estrelas do Norte.
- Centzonhuitznahua, 400 deuses das estrelas do Sul.
- Centzontotochtin, 400 deuses da ebriedade.
  - Tlilhua, deus da ebriedade.
  - Yiauhtecatl, deus da ebriedade.
  - Toltecatl, deus da ebriedade.
  - Tlaltecayohua, deus da ebriedade.
  - Izquitecatl, deus da ebriedade.
  - Tezcatzoncatl, deus da ebriedade.
  - Mayahuel, deusa da Agave.
  - Patecatl, deus do Pulque.
  - Tepoztecatl, deus da ebriedade.
  - Papaztac, deus da ebriedade.
  - Totoltecatl, deus da ebriedade.
  - Colhuacatzincatl, deus da ebriedade.
- Centeotl, ver Chicomecoatl.
- Centeal, ver Centeotl.
- Centeotlcihuatl, ver Centeotl.
- Centeotltecutli, ver Cinteotl.
- Cexochitl, ver Centeotl.
- Cinteteo, deuses de milho.
  - Iztacuhca-Cinteotl, deus de milho branco.
  - Tlatlauhca-Cinteotl, deus de milho vermelho.
  - Cozauhca-Cinteotl, deus de milho amarelo.
  - Yayauhca-Cinteotl, deus de milho negro.
- Cinteotl, deus de milho.
- Cinteotlcihuatl, ver Centeotl.
- Cinteotltecuhtli, ver Cinteotl.
- Citlalicue, deusa das estrelas fêmeas (Via Láctea).
- Citlaltonac, deus das estrelas homens.
- Citlalmina, ver Citlalicue.
- Citlaxonecuilli, ver Ursa Major.
- Citlaltlachtli, ver Orion.
- Citlalcolotl, ver Scorpio.
- Citlalozomahtli, ver Cepheus, Ursa Minor e Draco.
- Citlalmiquiztli, ver Sagittarius e Corona Australis.
- Citlalhuitzitzilin, ver Columba e Lepus.
- Citlalmazatl, ver Eridanus e Fornax.
- Citlaltlachtli, ver Gemini.
- Citlalolli, ver Leo.
- Citlalcuetzpalli, ver Andromeda e Pegasus.
- Citlaltecpatl, ver Piscis Austrinus e Grus.
- Citlalxonecuilli, ver Auriga e Perseus.
- Cipactonal, deus do dia.
- Cihuateteo, espíritos femininos encravados.
- Civatateo, ver Cihuateteo.
- Cihuacohuatl, ver Cihuacoatl.
- Cihuateotl, ver Coatlicue.
- Cihuacoatl, deusa do parto e colhedora de almas.
- Cuecaltzin, ver Xiuhtecutli.
- Chalchiutotolin, deus das enfermedades.
- Chalchiuhtlicue, deusa do água, senhora dos lagos, dos rios, dos mares, das fontes fluviais, das tempestades e do batismo.
- Chalchihcueye, ver Chalchiuhtlicue.
- Chimalma, deusa da fertilidade, padroeiro da vida e da morte, guia do renascimento.
- Chalmecateuctli, ver Mictlantecuhtli.
- Chalmecacihuatl, ver Mictecacihuatl.
- Chantico, ver Xantico.
- Chicahualizteotl, ver Ixtliton.
- Chicomecoatl, deusa da agricultura.
- Chiutcoatl, ver Chicomecoatl.
- Coatlicue, deusa da fertilidade, padroeiro da vida e da morte, guia do renascimento.
- Coatlantonan, ver Coatlicue.
- Coyolxauhqui, deusa da lua.
- Ehecatl, deus do viento. Ehecatl é ocasionalmente confundido com Quetzalcoatl usando seus atributos, chamando "Quetzalcoatl-Ehecatl".
- Ehecacoamixtli, ver Ehecatotontli.
- Ehecatotontli, deuses dos ventos.
  - Mictlanpachecatl, deus do vento norte.
  - Cihuatecayotl, deus do vento oeste.
  - Tlalocayotl, deus do vento do leste.
  - Vitztlampaehecatl, deus do vento do sul.
- Huitzilopochtli, deus da vontade, padrão de guerra, fogo e o sol, o governador do Sul.
- Huitzilincuatec, ver Cihuacoatl.
- Huehuecoyotl, deus da velhice.
- Huehueteotl, ver Xiuhtecutli.
- Huehuetiliztli, ver Xiuhtecutli.
- Huixtocihuatl, deusa de sal.
- Icnopiltzin, ver Centeotl.
- Icozauqui, ver Cipactonal.
- Ilancueitl, ver Cihuacoatl.
- Ilamatecutli, ver Cihuacoatl.
- Itzpapalotltotec, deus do sacrifício.
- Itzpapalotlcihuatl, deusa do sacrifício
- Inaquizcaotl, ver Huitzilopochtli.
- Ixtlilton, deus da medicina.
- Ixtlilxochitl, ver Ixtliton.
- Ixcozauhqui, ver Xiuhtecutli.
- Ixcuiname, deusas da carnalidade.
  - Tiacapan, deusa da paixão sexual.
  - Teicu, deusa do apetite sexual.
  - Tlaco, deusa do desejo sexual.
  - Xocotzin, deusa da libido sexual.
- Ixcuinan, ver Tlazolteotl.
- Ixcuina, ver Tlazolteotl.
- Ixquimilli, ver Tlahuizcalpantecuhtli.
- Ipalnemohuani, ver Ometeotl.
- Iztauhqui-Tezcatlipoca, ver Quetzalcoatl.
- Iztaccenteotl, ver Centeotl.
- Iztacoliuhqui, ver Tlahuizcalpantecuhtli.
- Kars, deus do fisiculturismo.
- Koatlikueitl, ver Coatlicue.
- Nanahuatl, ver Tonatiuh.
- Necocyaotl, ver Tezcatlipoca.
- Nexoxcho, deusa do temor.
- Nextepehua, deus das cinzas.
- Nonoalco, ver Tlaloc.
- Nonohualco, ver Tlaloc.
- Macuiltonaleque, ver Ahuiateteo.
- Macuilxochitl, ver Xochipilli.
- Macuilcozcacuauhtli, deus os excessos.
- Macuilcuetzpalin, deus os excessos.
- Macuilmalinalli, deus os excessos.
- Macuiltochtli, deus os excessos.
- Malinalxochitl, bruxa ou deusa das serpentes, dos escorpiões e dos insetos do deserto.
- Mayahuel, deusa do Agave.
- Matlalcueye, ver Chalchiuhtlicue.
- Metztli, deusa da Lua.
- Mextli, ver Huitzilopochtli.
- Mezitl, ver Huitzilopochtli.
- Miccapetlacalli, ver Mictecacihuatl.
- Mictlantecuhtli, deus do Mundo inferior.
- Mictecacihuatl, deusa do Mundo inferior.
- Mictecacioatl, ver Mictecacihuatl.
- Mictecacihuatl, ver Mictecacihuatl.
- Mictlan, ver Mictlantecuhtli.
- Mictlantli, ver Mictlantecuhtli.
- Mictlancihuatl, ver Mictecacihuatl.
- Miccapetlacalli, deusa da tumba.
- Milintoc, ver Xiuhtecutli.
- Mixcoatl, deus da guerra e da caça.
- Miquiztlitecuhtli, deus da morte.
- Miquizyaotl, ver Tezcatlipoca.
- Moyocoyan, ver Ometeotl.
- Opochtli, deus da pesca.
- Omacatl, ver Tezcatlipoca.
- Ometeotl, deus da dualidade.
- Ometecuhtli, deus da substância.
- Omecihuatl, deusa da substância.
- Omeyotl, ver Ometeotl.
- Ometeoltloque, ver Ometeotl.
- Omiteotl-Inaquizcaotl, ver Huitzilopochtli.
- Oxipe, ver Xipe-Totec.
- Oxomo, deusa da noite.
- Oxomoco, ver Oxomo.
- Piltzintecuhtli, deus das tempestades.
- Patecatl, deus do Pulque.
- Painal, mensageiro de Huitzilopochtli.
- Painalton, ver Painal.
- Paynal, ver Painal.
- Paynalton, ver Painal.
- Quilaztli, ver Cihuacoatl.
- Quetzalcoatl, deus da sabedoria, da vida, do conhecimento, do alvorecer, do padrão, de fertilidade, dos ventos e a luz, o governador do Oeste.
- Quetzalcoatl-Ehecatl, ver Quetzalcoatl.
- Tecciztecatl, ver Metztli.
- Techimaltini, ver Tezcatlipoca.
- Teicu, ver Tlazolteotl.
- Temazcalteci, deusa da maternidade.
- Temazkaltezi, ver Temazcalteci.
- Teteoinnan, ver Coatlicue.
- Tetevinan, ver Coatlicue.
- Tetzauhteotl, ver Huitzilopochtli.
- Tetzahuitl, ver Huitzilopochtli.
- Teteucxipe, ver Xipe-Totec.
- Teonexquimilli, ver Tezcatlipoca.
- Teotlale, deus  dos desertos.
- Teoyaominqui, ver Cihuacoatl.
- Teoyaotlatohua, ver Cihuacoatl.
- Teoyaomqui, ver Cihuacoatl.
- Teoxonecuilli, ver Tezcatlipoca.
- Tepeyollotl, deus das montanhas.
- Tezcatlipoca, deus da providência, da matéria e o padrão invisível da noite, o impalpável, ubiquidade e crepúsculo, o governante do Norte.
- Tezcatzoncatl, deus da embriaguez.
- Tetzauhcihuatl, ver Tzitzimime.
- Tezauhcihuame, ver Tzitzimime.
- Tiacapan, ver Tlazolteotl.
- Tianquiztli, deusas das Plêiades.
- Titlacauan, ver Tezcatlipoca.
- Tititl, ver Cihuacoatl.
- Tlatlauhquicenteotl, ver Centeotl.
- Tlatlauhqui-Tezcatlipoca, ver Xipe-Totec.
- Tlatlauhcatezcatlipoca, ver Xipe-Totec.
- Tlaloccantecutli, ver Tlaloc.
- Tlaloctlamacazqui, ver Tlaloc.
- Tlalli-iyollo, ver Temazcalteci.
- Tlaliyolo, ver Temazcalteci.
- Tlaltetecuin, ver Ixtliton.
- Tlacaxipehualiztli, ver Xipe-Totec.
- Tlaco, ver Tlazolteotl.
- Tlacotzontli, deus do caminho do dia.
- Tlazolteotl, deusa da luxúria e dos amantes ilícitos, padroeiro da incontinência, luxúria, adultério, sexo, paixões, carnalidade e transgressões morais.
- Tlazolcuani, ver Tlazolteotl.
- Tlaculteotl, ver Tlazolteotl.
- Tlaltecuhtli, deus da terra.
- Tlalcihuatl, deusa da terra.
- Tlahuizcalpantecuhtli, deus da aurora (Vênus).
- Tlaloc, deus do relâmpago, da chuva e dos terremotos.
- Tlaloques, deuses das gotas.
- Tlaloquetotontli, deusas dos rios.
- Tlacanexquimilli, ver Tezcatlipoca.
- Tlacatecolotl, ver Tezcatlipoca.
- Tlalchitonatiuh, ver Mictlantecuhtli.
- Tlanempopoloa, ver Tezcatlipoca.
- Tliltecuhtli, ver Tezcatlipoca.
- Tloquenahuaque, ver Ometeotl.
- Tloque, ver Ometeotl.
- Tloque-Nahuaque, ver Ometeotl.
- Tlaque-Nahuaque, ver Ometeotl.
- Tloxipeuhca, deus dos prateiros e lapideros.
- Tonatiuh, deus do Sol.
- Tonalleque, espíritos homens encravados.
- Toci, ver Temazcalteci.
- Tocitzin, ver Temazcalteci.
- Tocicuahuill, ver Temazcalteci.
- Tolotzin, deus de matlatzincas.
- Tonacatecuhtli, deus do sustento.
- Tonacacihuatl, deusa do sustento.
- Tonacajoha, ver Centeotl.
- Tonacayohua, ver Centeotl.
- Tonantzin, ver Coatlicue.
- Tzapotlatena, deusa da natureza.
- Tzitzimime, espíritos estrelas.
  - Iztacuhca-Tzitzimime, espíritos estrelas brancos.
  - Tlatlauhca-Tzitzimime, espíritos estrelas vermelhos.
  - Cozauhca-Tzitzimime, espíritos estrelas amarelos.
  - Xoxouhca-Tzitzimime, espíritos estrelas azuis.
- Tzinteotl, ver Centeotl.
- Tzontemoc, ver Mictlantecuhtli.
- Uitzilopochtli, ver Huitzilopochtli.
- Viveteutl, ver Xiuhtecutli.
- Xalxitlikue, ver Chalchiuhtlicue.
- Xantico, deusa do fogão.
- Xipe-Totec, deus da força, padrão de vegetação, da agricultura, da guerra, das doenças, das estações, do renascimento, da caça, os escritórios e da primavera, o vereador de Leste.
- Xilonen, ver Chicomecoatl.
- Xilonemin, ver Chicomecoatl.
- Xiuhtecuhtli, deus do fogo.
- Xiuhteteo, ver Xiuhtotontli.
- Xiuhtotontli, deuses dos fogos.
  - Xiuhtecuhtli-Iztacuhqui, deus do fogo branco.
  - Xiuhtecuhtli-Tlatlauhqui, deus do fogo vermelho.
  - Xiuhtecuhtli-Cozauhqui, deus do fogo amarelo.
  - Xiuhtecuhtli-Xoxoauhqui, deus do fogo azul.
- Xixiquipilihui, ver Chalchiuhtlicue.
- Xiuhtototl, ver Xiuhtecutli.
- Xoaltecuhtli, deus do sono.
- Xochipilli, deus do amor, da fertilidade, patrono da arte, jogos, dança, milho e música e flores.
- Xochiquetzal, deusa da beleza, da fertilidade, padroeiro de mulheres jovens, gravidez, nascimento e os escritórios das mulheres e flores.
- Xochiquetzalli: ver Xochiquetzal.
- Xochcua, deus do desmatamento.
- Xochitlicue, da fertilidade, padroeiro da vida e da morte, guia do renascimento.
- Xocotzin, ver Tlazolteotl.
- Xolotl, deus do Ocaso.
- Xoxouhquicenteotl, ver Centeotl.
- Xucotzin, ver Tlazolteotl.
- Yacatecuhtli, deus do comércio e da troca.
- Ybebeyoban, ver Xiuhtecutli.
- Yoalticitl, deusa das cunhas.
- Yayauhqui-Tezcatlipoca, ver Tezcatlipoca.
- Yaotl, ver Tezcatlipoca.
- Yaocihuatl, ver Cihuacoatl.
- Yaotecuhtli, ver Huitzilopochtli.
- Yaotzin, ver Xipe Totec.
- Yoaltecuhtli, ver Tezcatlipoca.
- Yoalehecatl, ver Tezcatlipoca.
- Yoaltizitl, ver Temazcalteci.
- Yohualli, ver Ometeotl.
- Yxcocauhqui, ver Xiuhtecutli.
- Zacatzontli, deus do caminho de noite.
- Ziuateotl, ver Temazcalteci.